# Огнєвка
О́гнєвка (каз. Огневка) — селище у складі Уланського району Східноказахстанської області Казахстану. Адміністративний центр Огнєвської селищної адміністрації.
Населення — 447 осіб (2021; 498 у 2009, 1152 у 1999, 2733 у 1989).
Станом на 1989 рік селище мало статус селища міського типу.